# گورنگا توپونیتسا (پروکوپیه)
گورنگا توپونیتسا (به صربی: Gornja Toponica) یک منطقهٔ مسکونی در صربستان است که در پروکوپلیه واقع شده‌است. گورنگا توپونیتسا ۶۰ نفر جمعیت دارد.